# Торфяновка (МАПП)
|  |

|  |

|  |

|  |

|  |

|  |

|  |

|  |

Торфя́новка (фин. Ylä-Urpala, «Юля-Урпала») — многосторонний автомобильный пункт пропуска (МАПП) на российско-финляндской границе на территории Селезнёвского сельского поселения Выборгского района Ленинградской области в 60 км от Выборга. Находится на автодороге А181 «Скандинавия» в ведении Выборгской таможни. В Финляндии пограничный переход обслуживает КПП Ваалимаа.
На пропускном пункте осуществляются пограничный и таможенный контроль и пропуск через государственную границу лиц, транспортных средств, товаров и животных.
Таможенный комплекс занимает территорию в 32 гектара.
Расчётная пропускная способность — 5 тысяч автомобилей в сутки. Однако часто из-за задержек в работе таможенных служб на границе выстраиваются многокилометровые очереди. Своеобразный рекорд был установлен в 2006 году, когда на границе скопилась 40-километровая очередь из грузовиков.
По сообщениям прессы, за 2008 год только через МАПП «Торфяновка» прошло около 580 000 грузовиков. В 2008 году на таможенном посту работало 260 человек.

## История
После подписания 19 сентября 1944 года Московского перемирия, завершившего советско-финскую войну граница между странами была изменена.
В том же году на дороге Выборг—Хельсинки близ деревни Юля-Урпола было решено оборудовать таможенный пункт. Он был назван также «Юля-Урпола» и определён в ведение Выборгской таможни, созданной четырьмя годами ранее.
В 1948 году в ходе полного переименования всех поселений и географических объектов на территории, переданной из состава Выборгской губернии Финляндии и присоединённой к Ленинградской области СССР, деревня Юля-Урпала была переименована в Торфяновку. В январе 1949 года, вслед за деревней, указом Президиума Верховного Совета СССР и таможенный пост «Юля-Урпола» был переименован в таможенный пост «Торфяновка». Штат поста состоял из 1 должностного лица. В зимний период из-за отсутствия движения транспорта через границу таможенный пост «Торфяновка» закрывался.

### Автомобильный пункт пропуска (1958)
Автомобильный пункт пропуска «Торфяновка» был открыт для международного сообщения между СССР и Финляндией на основании распоряжения Совета Министров СССР № 685-РС от 7 марта 1958 года. Движение транспорта было открыто 5 июля 1958 года. Штат таможенного поста состоял из 6 должностных лиц.
В связи с возрастающим потоком туристов в ноябре 1967 года, в канун 50-летия Октябрьской революции, был введен в эксплуатацию новый комплекс по оформлению физических лиц, легковых автомобилей и туристических автобусов. Комплекс был спроектирован и построен под руководством и при участии архитектора Сергея Сперанского.
В связи с продолжающимся увеличением грузопотока в середине 1980-х годов, было принято решение об увеличении численности поста до 30 человек.

### Россия

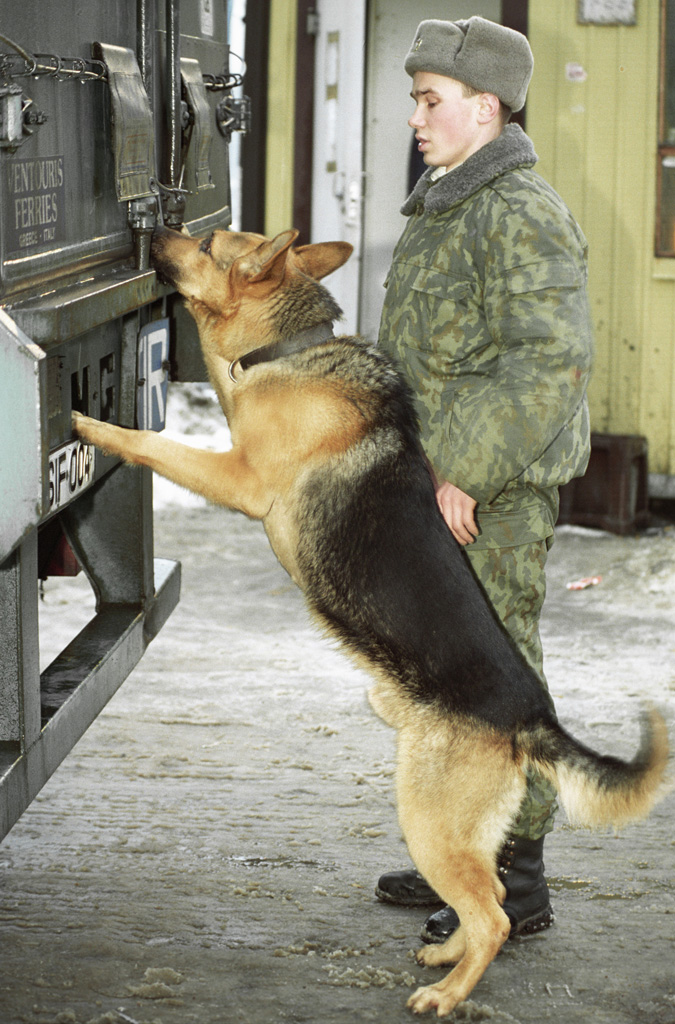
Пограничник с собакой в 1997 году

В начале 1990-х годов таможенный пост Торфяновка стал работать в круглосуточном режиме. К 1994 году численность сотрудников таможенного поста составляла 83 человека.
После распада СССР и образования Российской Федерации между Правительством РФ и Правительством Финляндской Республики 11 марта 1994 года было заключено соглашение о пунктах пропуска через российско-финляндскую границу. Оно устанавливало в том числе и работу МАПП Торфяновка — Ваалимаа.
В 1994—1997 годах МАПП был реконструирован. Новый комплекс был спроектирован Архитектурной мастерской С. Ю. Бобылева и построен компанией Hartela, входящей в финский строительный концерн Hartela Oy. Обновлённый таможенный комплекс был открыт 4 марта 1997 года.

## Магазин беспошлинной торговли

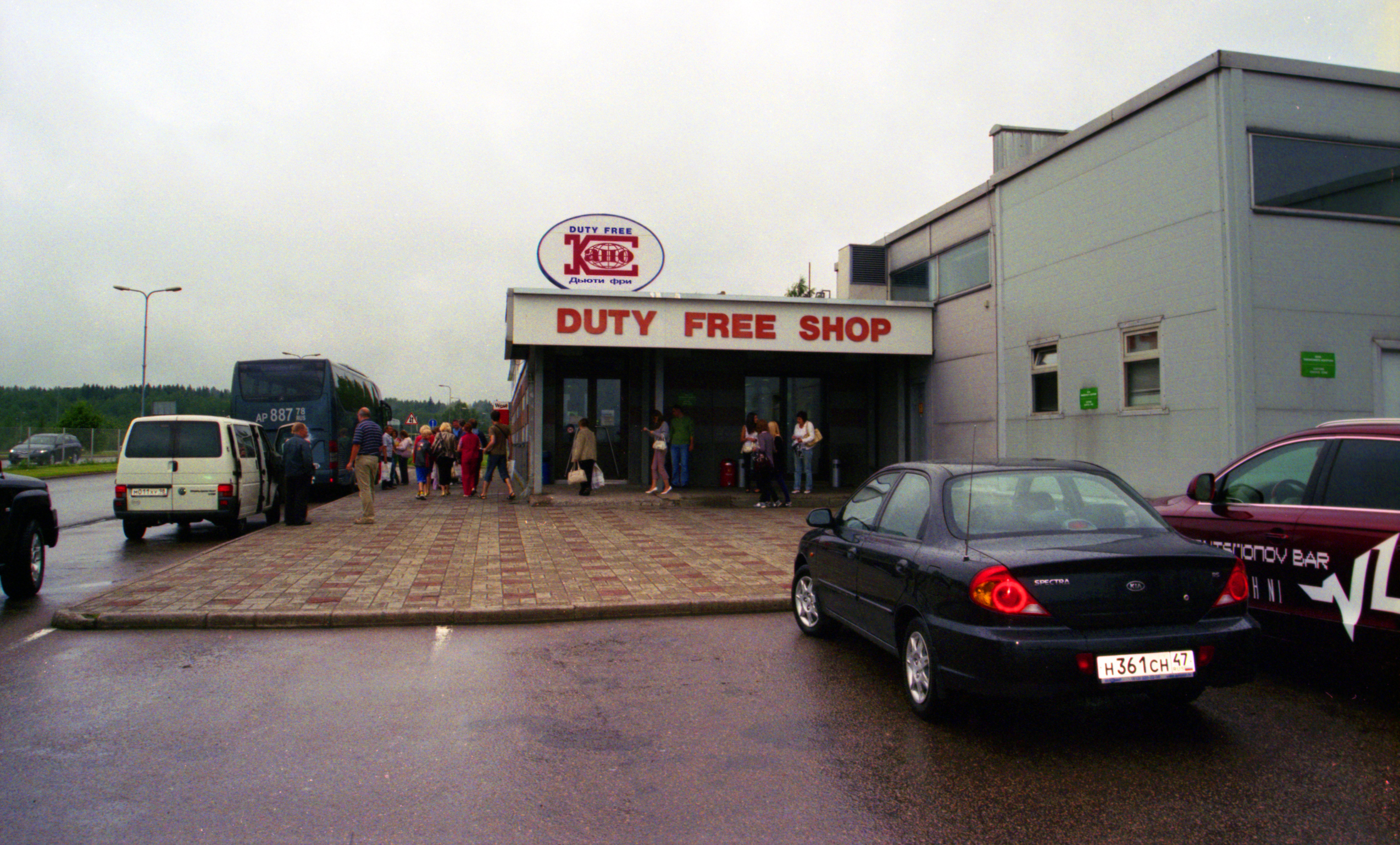
Магазин беспошлинной торговли

После прохождения пограничного и таможенного контроля для выезжающих из России доступен магазин беспошлинной торговли «Kapo Duty Free». Магазин принадлежит одноимённой торговой сети, филиалы которой открыты на границах с Норвегией, Эстонией, Украиной и Китаем. Магазин в посёлке Торфяновка стал самым первым магазином данной компании.
Критики «Капо Дьюти Фри» утверждают, что в 1990-х годах бывшее российско-ирландское предприятие «Ситоп» (уставной капитал 1 млн. 700 тыс. долларов) было вытеснено из приграничной торговли вследствие бесчестных манипуляций в органах власти Ленинградской области.